# Нвапа, Флора
Флора Нвапа (англ. Flora Nwapa; 13 января 1931, Огута, Имо — 16 октября 1993, Энугу) — нигерийская писательница, которую называют матерью современной африканской литературы. Была предшественницей поколения африканских женщин-писательниц и первой африканской женщиной-романисткой, чьи произведения были опубликованы на английском языке в Великобритании. Добилась международного признания со своим первым романом «Эфуру», опубликованным в 1966 году издательством Heinemann. Хотя она никогда не считала себя феминисткой, была наиболее известна тем, что описывала жизнь и традиции с точки зрения женщины-игбо.
Она публиковала африканскую литературу и продвигала женщин в африканском обществе. Стала одной из первых африканских женщин-издателей, когда основала Tana Press в Нигерии в 1970 году. Участвовала в восстановлению страны после окончания гражданской войны: в частности, работала с сиротами и беженцами, которые были перемещены во время войны.

## Биография

### Ранние годы и образование
Родилась в городе Огуте штата Имо в юго-восточной части Нигерии, старшая из шести детей Кристофера Иджеомы (сотрудника United Africa Company) и Марты Нвапы, учительницы. Училась в школе в Огуте, средней школе в Элеленво в штата Риверс и школе для девочек в штате Лагос, которая позже была перемещена в Ибадан. В 1953 году, когда ей было 22 года, поступила в университет, а в 1957 году, в возрасте 26 лет, получила степень бакалавра в университетском колледже Ибадана в штате Ойо. Затем отправилась в Шотландию, где в 1958 году получила диплом в Эдинбургском университете.

### Семейная жизнь
Имела троих детей: Эджин Нзерибе (от предыдущих отношений), Узома Гого Нвакуче и Амеде Нзерибе. Была в отношениях с деятелем профсоюзного и коммунистического движения Гого Чу Нзерибе, убитым силовиками. Затем вышла замуж за вождя Гого Нвакуче.
Её дядя, А.К. Нвапа, был первым министром торговли и промышленности Нигерии, согласно документальному фильму «Дом Нвапы» Оньеки Нвелуэ.

### Преподавание и государственная служба
После возвращения в Нигерию стала работать в министерстве образования в Калабаре до 1959 года. Затем устроилась учителем в школу в Энугу, где преподавала английский язык и географию с 1959 по 1962 год. Продолжала работать как в сфере образования, так и на государственной службе на нескольких должностях, в том числе помощником регистратора в Университете Лагоса (1962—1967). После окончания гражданской войны в Нигерии (1967—1970) заняла должность министра здравоохранения и социального обеспечения Восточно-Центрального штата (1970—1971), а затем министра земель, обследования и городского развития (1971—1974). Работала приглашенным лектором в Федеральном педагогическом колледже в Оверри. В 1989 году была назначена приглашенным профессором в Университете Майдугури.

### Писательская деятельность
В 1966 году была опубликована её первая книга «Эфуру», когда ей было 30 лет, это был роман на английском языке. В 1962 году отправила рукопись известному нигерийскому автору Чинуа Ачебе, который ей ответил очень позитивным письмом и даже включил деньги на почтовые расходы по отправке рукописи английскому издателю Heinemann.
Затем она написала такие романы, как: «Иду» (1970), «Никогда снова» (1975), «Одного достаточно» (1981) и «Женщины разные» (1986). Опубликовала два сборника рассказов — «Это Лагос» (1971) и «Жены на войне» (1980); сборник стихов «Песня маниоки» и «Песня риса» (1986). Также является автором нескольких книг для детей.
В 1974 году основала издательство Tana Press, а в 1977 году — Flora Nwapa Company, издавая собственную литературу для взрослых и детей, а также произведения других писателей. Одной из своих целей она назвала: «информирование и просвещение женщин во всем мире, особенно феминисток о роли женщин в Нигерии, их экономической независимости, их отношениях с мужьями и детьми, их традиционных верованиях и их статусе в обществе в целом». Tana Press характеризовали как первое издание, которым руководила женщина и которое было ориентировано на большую женскую аудиторию; как проект, далеко вышедший за рамки своего времени в период, когда никто не видел в африканских женщинах сообщество читателей или демографическую группу покупателей книг.
В начале литературной карьеры Флоры Нвапы она не интересовалась феминизмом, поскольку считала его предвзятым по отношению к мужчинам. Однако её борьба с феминизмом является репрезентативной для обсуждения этого движения в Африке и мире в целом.
Её работы появлялись в различных изданиях, начиная от журналов Présence africaine и Black Orpheus в 1960-х и 1970-х годах до антологии 1992 года Daughters of Africa под редакцией Маргарет Басби.

### Последующие годы
Карьера педагога продолжалась всю её жизнь и охватывала преподавание в колледжах и университетах по всему миру, включая: Нью-Йоркский университет, Тринити-колледж, Миннесотский университет, Мичиганский университет и Университет Илорина. Она сказала в интервью Contemporary Authors: «Я пишу уже почти тридцать лет. Мой интерес был связан как с сельской, так и с городской женщиной в её стремлении к выживанию в быстро меняющемся мире, где доминируют мужчины».
Умерла от пневмонии 16 октября 1993 года в больнице в Энугу в возрасте 62 лет. Ее последний роман, «Богиня озера», был опубликован посмертно.

## Избранная библиография

### Романы
- Эфуру, Heinemann Educational Books, 1966; Waveland Press, 2013, ISBN 9781478613275;
- Иду, Heinemann African Writers Series, No. 56, ISBN 0-435-90056-0; 1970;
- Никогда снова, Enugu: Tana Press, 1975; Nwamife, 1976; Africa World Press, 1992, ISBN 9780865433182;
- Одного достаточно, Enugu: Flora Nwapa Co., 1981; Tana Press, 1984; Africa World Press, 1992, ISBN 9780865433229;
- Женщины разные, Enugu: Tana Press, 1986; Africa World Press, 1992, ISBN 9780865433267;
- Богиня озера, Lawrenceville, NJ: Africa World Press, 1995.

### Короткие истории и поэмы
- Это Лагос и прочие истории, Enugu: Nwamife, 1971; Africa World Press, 1992, ISBN 9780865433212;
- Жены на войне и прочие истории, Enugu: Nwamife, 1980; Flora Nwapa Co./Tana Press, 1984; Africa World Press, 1992, ISBN 9780865433281;
- Песня маниоки и Песня риса, Enugu: Tana Press, 1986.

### Книги для детей
- Эмека, охранник водителя, London: University of London Press, 1972; Enugu: Flora Nwapa Company, 1987;
- Мэммиуотер, 1979; Enugu: Flora Nwapa Company, 1984;
- Приключения Дека, Enugu: Flora Nwapa Co., 1980;
- Чудо-котята, Enugu: Flora Nwapa Company, 1980;
- Путешествие в космос, Enugu: Flora Nwapa Company, 1980.

## Наследие
Является героем документального фильма под названием «Дом Нвапы», снятого Оньекой Нвелуэ, премьера которого состоялась в августе 2016 года.
13 января 2017 года день рождения Флоры Нвапы был отмечен Google Doodle.
Сын Нвапы, Узома Гого Нвакуче, основал «Фонд Флоры Нвапы», калифорнийскую некоммерческую корпорацию, в 1994 году после смерти своей матери в 1993 году. В 2016 году «Фонд Флоры Нвапы» отпраздновал Efuru@50.